# نمایش گروه
در ریاضیات، یک نمایش گروه راهی است برای توصیف عناصر یک گروه مجرد به صورت ماتریسها. بنابراین واژه نمایش در اینجا به معنی توصیف یا توضیح عناصر گروه به صورت نگاشتهای خطی است. از آنجا که بررسی این نگاشتها در جبر خطی بسیار کامل و آسان‌تر از بررسی مجرد عناصر یک گروه است، نمایش گروه می‌تواند در فهم و توصیف ویژگی‌های یک گروه کمک کند و بسیاری از مسائل نظریه گروه‌ها را به مسائلی در جبر خطی تقلیل دهد.

## تعریف
فرض کنید {\displaystyle G} یک گروه و {\displaystyle V} یک فضای برداری روی میدان {\displaystyle K} باشد. منظور از یک نمایش گروه {\displaystyle G} روی {\displaystyle V} یک همریختی {\displaystyle \rho } از {\displaystyle G} به {\displaystyle GL(V)} است. به زبان دیگر یک نگاشت {\displaystyle \rho :G\to GL(V)} به گونه ای که : {\displaystyle \rho (g_{1}.g_{2})=\rho (g_{1})\rho (g_{2})} برای هر {\displaystyle g_{1},g_{2}\in G}.
در اینجا به {\displaystyle V} فضای نمایش و بُعد آن را به اصطلاح بُعد نمایش گروه {\displaystyle G} مینامیم.
اگر {\displaystyle V} بعد متناهی (برای نمونه برابر با {\displaystyle n}) داشته باشد، به‌طور معمول یم پایه برای آن اختیار میکنیم و گروه {\displaystyle GL(V)} را با {\displaystyle GL_{n}(K)}، گروه ماتریس‌های وارونپذیر {\displaystyle n\times n} روی {\displaystyle K}، یکی فرض میکنیم. آنگاه می‌توان نمایش
{\displaystyle \rho } را به صورت همریختیِ {\displaystyle \rho :G\to GL_{n}(K)} نمایش داد.
یک نمایش {\displaystyle \rho } را وفادار مینامیم، اگر {\displaystyle \rho } به عنوان یک نگاشت یک به یک باشد. از آنجا که {\displaystyle \rho } یک همریختی میان دو گروه است، می‌توان هسته این همریختی را تعریف کرد و بنابراین قرار میدهیم: {\displaystyle Ker\rho :=\{g\in G|\rho (g)=id\}}.
پس {\displaystyle \rho } وفادار است اگر و تنها اگر {\displaystyle Ker\rho =\{e_{G}\}}.

### نمونه ها
- فرض کنید {\displaystyle K=\mathbb {C} }، {\displaystyle G=\mathbb {Z} /3\mathbb {Z} =\{{\overline {0}},{\overline {1}},{\overline {2}}\}} و {\displaystyle V=\mathbb {C} ^{2}} و تعریف کنید:

{\displaystyle \rho (0)={\begin{pmatrix}1&0\\0&1\\\end{pmatrix}},\qquad \rho (1)={\begin{pmatrix}1&0\\0&u\\\end{pmatrix}},\qquad \rho (2)={\begin{pmatrix}1&0\\0&u^{2}\\\end{pmatrix}}.}
که در اینجا {\displaystyle u=e^{\frac {2\pi i}{3}}}.
- فرض کنید {\displaystyle K=\mathbb {R} }، {\displaystyle G=\mathbb {Z} /2\mathbb {Z} =\{{\overline {0}},{\overline {1}}\}} و {\displaystyle V=\mathbb {R} ^{2}} و تعریف کنید:

{\displaystyle \rho (0)={\begin{pmatrix}1&0\\0&1\end{pmatrix}}} و
{\displaystyle \rho (1)={\begin{pmatrix}{\frac {1}{2}}&{\frac {3}{4}}\\1&-{\frac {1}{2}}\end{pmatrix}}}

### یکریختی
اگر {\displaystyle \rho :G\to GL(V)} و {\displaystyle \beta :G\to GL(W)} دو نمایش یک گروه {\displaystyle G} روی فضاهای برداری {\displaystyle V}و {\displaystyle W} باشند، این دو نمایش را یکریخت مینامیم اگر یکریختی {\displaystyle \kappa :V\to W} موجود باشد به گونه ای که :
{\displaystyle \kappa \circ \rho (g)\circ \kappa ^{-1}=\beta (g)} برای هر {\displaystyle g\in G}.

### جمع مستقیم
همچنین فرض کنید {\displaystyle \rho _{1}:G\to GL(V)} و {\displaystyle \rho _{2}:G\to GL(W)} دو نمایش گروه {\displaystyle G} هستند، آنگاه می‌توان نمایشی روی جمع مستقیم {\displaystyle V\oplus W} بدینگونه تعریف نمود: {\displaystyle \rho (g)=\rho _{1}(g)+\rho _{2}(g)} ,{\displaystyle \rho :G\to GL(V\oplus W)}. در اینجا، منظور از {\displaystyle \rho _{1}(g)+\rho _{2}(g)} نگاشتی است که به صورت مؤلفه ای روی
{\displaystyle V\oplus W} عمل می‌کند، به سخن دیگر:
{\displaystyle \rho _{1}(g)+\rho _{2}(g)(v+w)=\rho _{1}(g)v+\rho _{2}(g)w} برای هر {\displaystyle v\in V} و
{\displaystyle w\in W}.

## زیر نمایش
اگر {\displaystyle \rho :G\to GL(V)} یک نمایش و {\displaystyle W\subset V} زیرفضای برداری باشد، آنگاه {\displaystyle W} را یک زیرنمایش {\displaystyle \rho } میخوانیم اگر نسبت به عمل {\displaystyle \rho } ناوردا باشد. به زبان دیگر: {\displaystyle \rho (g)w\in W} برای هر {\displaystyle g\in G} و
{\displaystyle w\in W}. بدیهی است که دو زیرفضای {\displaystyle \{0\}} و {\displaystyle V} همواره نسبت به نمایش دلخواه {\displaystyle \rho } ناوردا و در نتیجه همیشه زیرنمایش هستند. نمایش {\displaystyle \rho } را تحویل ناپذیر مینامیم اگر تنها زیر نمایش‌های آن همین دو زیر نمایش بدیهی باشند. اگر مشخصه میدان {\displaystyle K} کاردینالیتی {\displaystyle G} را نشمارد، هر نمایش روی میدان {\displaystyle K} به صورت جمع مستقیم نمایش‌های تحویل ناپذیر قابل توصیف است.